# Mahandiana-Sokourani
Mahandiana-Sokourani este o comună din departamentul Kaniasso, regiunea Folon, Coasta de Fildeș.